# Christoph 47
Christoph 47 ist der Funkrufname eines Rettungshubschraubers der DRF Luftrettung, der für die Luftrettung in Greifswald und Umgebung eingesetzt wird.

## Station, Einsatz und Besetzung
Der Hubschrauber ist am Luftrettungszentrum Greifswald an der Universitätsmedizin Greifswald stationiert. Er ist rund um die Uhr (24 Stunden) in Einsatzbereitschaft. 
Christoph 47 wird von der Integrierten Rettungsleitstelle Greifswald zu Rettungseinsätzen mit Notarztindikation alarmiert, wenn ein Notarzteinsatzfahrzeug nicht rechtzeitig zur Verfügung steht oder die Art der Verletzung den Transport eines Patienten mittels Hubschrauber erforderlich macht. In manchen Regionen des Einsatzgebietes ist der Hubschrauber immer schneller als ein bodengebundener Notarzt.
Seit dem 3. August 2020 fliegt Christoph 47 auch in der Nacht.
Bei seinen Einsätzen ist Christoph 47 mit einem Piloten der DRF Luftrettung, einem Notarzt der Universitätsmedizin Greifswald und einem Notfallsanitäter der DRF Luftrettung oder der Universitätsmedizin Greifswald besetzt. Die Notfallsanitäter gehören zur Hubschrauberbesatzung (HEMS Crew Member), unterstützen den Piloten im Bereich der Kommunikation und Navigation, während der Notarzt juristisch gesehen ein Passagier ist.

## Hubschraubertyp
Bis Oktober 2004 wurde als Maschine ein Bölkow Bo 105 verwendet, bevor es zu einem Wechsel zum Eurocopter EC 145 kam. Seit April 2020 kam eine Maschine vom Typ Airbus Helicopters H145 D-2 zum Einsatz. Seit dem 28. Juni 2022 wird an der Station eine Airbus Helicopters H145 D-3 mit Fünfblattrotor eingesetzt. Vorteile gegenüber der H145 mit Vierblattrotor sind eine etwas geringere Leermasse, ein gesteigerter Auftrieb sowie ein ruhigeres Flugverhalten. Die Maschine bietet damit bei gleicher Leistung eine um 150 kg höhere mögliche Nutzlast.

## Einsatzstatistik
| Jahr     | 1992 | 1993 | 1994 | 1995 | 1996 | 1997 | 1998 | 1999 | 2000 | 2001 | 2002 | 2003 | 2004 | 2005 | 2006 | 2007 | 2008 | 2009 | 2010 | 2011 |
| Einsätze | 0889 | 0513 | 0697 | 0858 | 0791 | 0910 | 0881 | 0854 | 0882 | 0975 | 0946 | 1085 | 1042 | 1132 | 1213 | 1260 | 1315 | 1359 | 1369 | 1317 |

| Jahr     | 2012 | 2013 | 2014 | 2015 | 2016 | 2017 | 2018 | 2019 | 2020 | 2021 | 2022 |
| Einsätze | 1319 | 1263 | 1330 | 1481 | 1508 | 1460 | 1419 | 1335 | 1316 | 1546 | 1612 |

## Sonstiges
Der Name Christoph 47 geht auf den heiligen Christophorus zurück, den Schutzpatron der Reisenden. Nach ihm tragen alle deutschen Rettungshubschrauber den BOS-Funk-Rufnamen Christoph, gefolgt von einer Nummer zur Unterscheidung des einzelnen Standortes, nicht des Hubschraubers an sich, der aus diversen Gründen durchwechseln kann.